# Düsseldorfer Turnverein von 1847
Der Düsseldorfer Turnverein von 1847 e.V. ist der älteste deutsche Turn- und Sportverein in Düsseldorf. Sein Sitz ist am Staufenplatz im Stadtteil Grafenberg. Als Verein des Breitensports gliedert er sich in zwölf Abteilungen und verfügt über rund 1400 Mitglieder.

## Geschichte
Am 1. April 1847 schloss sich eine lose Vereinigung von Turnfreunden zusammen und gründete den „Turnverein für Erwachsene“. Anfangs zählte der Verein 40 Mitglieder und wurde unter anderem vom Gründungsmitglied, Publizisten und Kaufmann Moritz Geisenheimer geleitet. Aufgrund der Nähe des Vereins zur demokratischen Bewegung in Deutschland wurde er am 20. Juni 1849 zwangsaufgelöst. Daraufhin traten Künstler des Turnvereins dem 1848 gegründeten Künstlerverein Malkasten bei. Am 15. Mai 1859 wurde der Verein erneut gegründet und nennt sich nun „Düsseldorfer Turnverein“, seit 1882 auch mit dem Zusatz „gegründet 1847“.
Auf der sogenannten Golzheimer Insel, nördlich der Düsseldorfer Altstadt, hatte er einen Übungsplatz, auf dem bereits 1895 Fußball gespielt wurde. Am 23. Oktober 1898 gehörte der Verein zu den Gründern des Rheinischen Spiel-Verbands. Durch den Zweiten Weltkrieg wurde der Großteil der Vereinsanlagen zerstört, der Neubeginn fand ab 1947 am Staufenplatz statt.
Der Verein brachte mit Georg Sich einen Turner der deutschen Nationalmannschaft hervor. Die Turnvereins-Jugend wurde 1967 Deutscher Meister und die Damen spielten einst in der zweiten Basketballbundesliga.